# 칙촉
칙촉은 대한민국의 제과사 롯데제과에서 제조한 초콜릿 칩 쿠키이다. 칙촉은 최근 쿠키 안을 초콜릿으로 꽉 채운 칙촉 악마의 쿠키도 나왔다.

## 같이 보기
- 쿠키
- 과자
- 초콜릿
- 롯데제과
- 초코파이
- 빼빼로
- 치토스